# 懸浮偶極
懸浮偶極（Levitated dipole）是一種核聚變實驗，將超導圓環設置於反應器內部。超導圓環將產生軸對稱磁場，類似於地球或木星的磁層。據信這樣的裝置可以比其他聚變反應器設計更有效地包含等離子體。
懸浮偶極子實驗（Levitated Dipole Experiment, 縮寫: LDX）由美國能源部聚變能源辦公室資助。該機器是由麻省理工學院和哥倫比亞大學合作運行的。LDX的資金資助於2011年11月結束，將資源集中在托卡马克設計上。

## 参阅
- 聚变能

## 外部連結
- . MIT.   [2017-04-16]. （原始内容存档于2016-09-01） （英语）.
- . HowStuffWorks. （原始内容存档于2016-08-19） （英语）.